# Kommunisierung
Die Theorie der Kommunisierung entstand in den 1970er Jahren in Frankreich.  Die Theorie beschreibt die Vorstellung einer Revolution, die den Kommunismus (also eine klassenlose Gesellschaft) ohne die von Karl Marx als notwendig angesehene Herrschaft der Arbeiterklasse herstellen soll. Alle bestehenden kommunistischen und Arbeiterparteien werden abgelehnt, eine eigene Organisation wird und wurde nicht aufgebaut.

## Geschichte
Der Begriff Kommunisierung wurde in den 1970er Jahren in Frankreich von „ultralinken“ Intellektuellen theorisiert. Der Begriff bringt den Willen dieser Intellektuellen zum Ausdruck eine kommunistische Revolution ohne Übergangsphase (Herrschaft der Arbeiterklasse) erleben zu wollen. Die Theoretiker der Kommunisierung sehen ihre Theorie als eine Weiterentwicklung rätekommunistischer Ansätze. Im Pamphlet Eine Welt ohne Geld von 1975 heißt es: „Aufstand und Kommunisierung sind eng miteinander verbunden. Es wird nicht zuerst eine Phase des Aufstands geben, auf welche dann, später, dank dieses Aufstands, die Transformation der gesellschaftlichen Wirklichkeit folgt. Der aufständische Prozess bezieht seine Kraft von der Kommunisierung selbst.“ Diese Sichtweise stellt sich selbst als Alternative gegen Etatismus und gegen den Avantgardismus der leninistischen Konzeption der Revolution dar. Die Russische Revolution und die Revolution in China seien angeblich gescheitert, wegen eines Mangels an ergriffenen Maßnahmen, um kapitalistische gesellschaftliche Verhältnisse aufzuheben (z. B. Mangel an direkter Kollektivierung, Fortbestand des Geldes). Der Staat, auch der Arbeiterstaat, basiere angeblich immer auf kapitalistischen Verhältnissen (Geld, Kapital, Lohnarbeit) und gehöre daher aufgehoben: 

„Man kann vorhersehen, dass eine Bewegung der Kommunisierung, welche den Staat zerstört, die gesellschaftliche Basis des Feinds untergräbt und sich durch den Effekt der unwiderstehlichen Anziehungskraft ausbreitet, welche die Geburt neuer gesellschaftlicher Beziehungen zwischen den Menschen auslöst, das revolutionäre Lager viel besser vereint als jegliche Macht, welche, während sie darauf wartet, die Welt zu erobern, bevor sie kommunisiert wird, sich nicht anders verhalten würde als – ein Staat.“

Der Begriff wird in Frankreich immer noch und durch die Übersetzungen von Texten von Gilles Dauvé, Théorie communiste und Anderen heute auch in anderen Sprachen in diesem Sinn verwendet. 
In Zusammenarbeit mit anderen Linkskommunisten wie François Martin und Karl Nesic versuchte Dauvé, verschiedene linksradikale Strömungen zusammenzubringen, zu kritisieren und weiterzuentwickeln, z. B. die italienische Bewegung, die mit Amadeo Bordiga in Verbindung gebracht wurde, die Zeitschrift Invariance von Jacques Camatte, deutsch-holländischer Rätekommunismus und französische Strömungen wie Socialisme ou Barbarie und die Situationistische Internationale. Sein Hauptinteresse gilt theoretischen Diskussionen zu wirtschaftlichen Themen, die das kontroverse Scheitern des Marxismus der Zweiten Internationale (sozialdemokratische und leninistische Strömungen), den weltweiten revolutionären Aufstand in den 1960er Jahren und seine darauf folgende Auflösung und die Entwicklungen der weltweiten kapitalistischen Akkumulation und des Klassenkampfes betreffen.
Die Zeitschrift Théorie communiste ist eine weitere theoretische Quelle der Kommunisierung. Im Gegensatz zum Ansatz Dauvés, war für Théorie communiste die Kommunisierung nicht immer möglich, sondern wurde erst durch die „Restrukturierung“ des Kapitalismus in den 1970er Jahren möglich gemacht. Zusammen mit verschiedenen Zeitschriften, Gruppen und Einzelpersonen, die dieser Theorie nahestehen, geben sie die internationale Zeitschrift Sic heraus.

## Weblink
- Texte zur Kommunisierung auf Deutsch